# الدوري الياباني لكرة القدم للسيدات 2002
الدوري الياباني لكرة القدم للسيدات 2002 هو موسم من الدوري الياباني لكرة القدم للسيدات. فاز فيه إن تي في بيليزا.